# Gibbesia neglecta
Gibbesia neglecta is een bidsprinkhaankreeftensoort uit de familie van de Squillidae. De wetenschappelijke naam van de soort is voor het eerst geldig gepubliceerd in 1850 door Gibbes.